# Мозаїки загальноосвітньої школи № 5
Мозаїки загальноосвітньої школи № 5 — комплекс творів монументального мистецтва, 9 мозаїчних панно, виконаних на стінках загальноосвітньої школи № 5 міста Донецька. Мозаїки було створено у 1965—1966 роках колективом митців за концепцією і під керівництвом Г. С. Синиці. Є пам'яткою монументального мистецтва і історії національного значення.
Тема комплексу мозаїк — життєдайна природа і трудівники Донеччини. Характерно, що для центрального панно спочатку був запропонований образ України — жінки, оточеної дітьми, що тягнуться до науки, однак через заборону його владними структурами, авторам довелось створювати панно з трудівниками, однак і воно було створене з використанням українських національних образів.

## Історія
В першій половині 1960-х років художниця Г. Зубченко отримала від Академії архітектури замовлення оформити щойно збудовану середню експериментальну школу № 5 в Донецьку. Зубенко для виконання роботи запросила А. Горську. За задумом художниць на центральному фасаді школи мав бути втілений образ України. Ескізи були показані Г. Синиці, який захопився ідеєю і запропонував стати співавтором. Пізніше він стане керівником проекту.
За спогадами Г. Зубченко, директор Академії архітектури, через яку виконувалися роботи, не затвердив ескізи бо не згоджувався щоб на головному фасаді був образ України. Тоді Г. Синиця запропонував забрати роботу з Академії архітектури й оформити її виконання через Київський художній комбінат. Для цього Г. Зубченко довелося звільнитися з Академії. Однак, у Донецьку ескізи були затверджені з труднощами і замість образу України для головного фасаду довелося створити новий образ — «прометеїв».
Школа № 5 складається з окремих класних павільйонів, об'єднаних між собою. 1965 року колективом митців були викладені 8 мозайок на торцях класних павільйонів. Через те, що мозаїка з образом України не була затверджена, роботи з оформлення головної мозаїки на фасаді школи були відкладені на наступний рік. Наприкінці 1965 року Г. Синиця і А. Горська почали створювати ескізи центрального панно з «прометеями». Навесні підключились інші митці. Ескіз на картоні колектив митців разом виклеював у спортзалі. Навесні перевели контур на стінку фасаду і далі клали мозаїку. Кожен клав свою частину.
За спогадами Г. Зубченко, під час їхньої роботи у школі до них приходив Василь Стус і вони бували в нього вдома.

## Опис
Комплекс мозаїк складається з 8 панно на торцях 8 класних окремо збудованих приміщень школи і центрального, великого, панно «Прометеї», викладеного на фасаді школи, зверненному на алею і спортивний майданчик школи. Всі малі мозаїки було створено 1965 року, центральна — 1966 року. Мозаїки викладені зі смальти і керамічної плитки. Загальна площа мозаїк близько 220 м².

### Панно «Космос»
Автори — А. Горська, Г. Зубченко, Г. Синиця, виконав — Г. Синиця.
У центрі панно «Космос» — стрілоподібний жовтий птах. Назустріч мчить синій птах. Протилежні рухи створюють враження великої швидкості. Кладка керамічних плиток синього птаха геометризована, а жовтого за своїм образним вирішенням — суто народна. Серед кольорів птахів переважають синій, блакитний та світло-жовтий, це кольори вогню та води.

### Панно «Вода»
Автори — А. Горська, Г. Зубченко, Г. Синиця, виконали — А. Горська, Н. Світлична.
Всю поверхню панно займають риби. Всі риби виконані в теплих кольорах, а вода — в холодних. Кольори переливаються від найсвітліших до найтемніших. Сполучення жовтого і синього кольорів символізують світотворчу і життєдіяльну дію сонця та води, зелений колір символізує результат цієї дії — життя. Наявність на панно медузи свідчить, що перед глядачем море або океан.

### Панно «Вогонь»

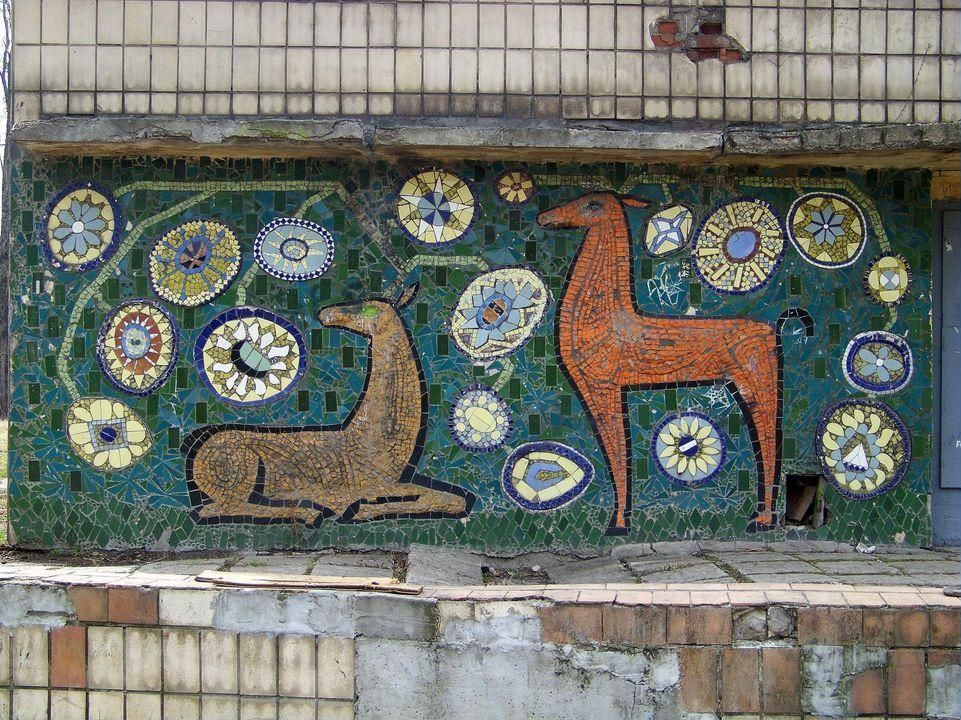
Панно «Життя».

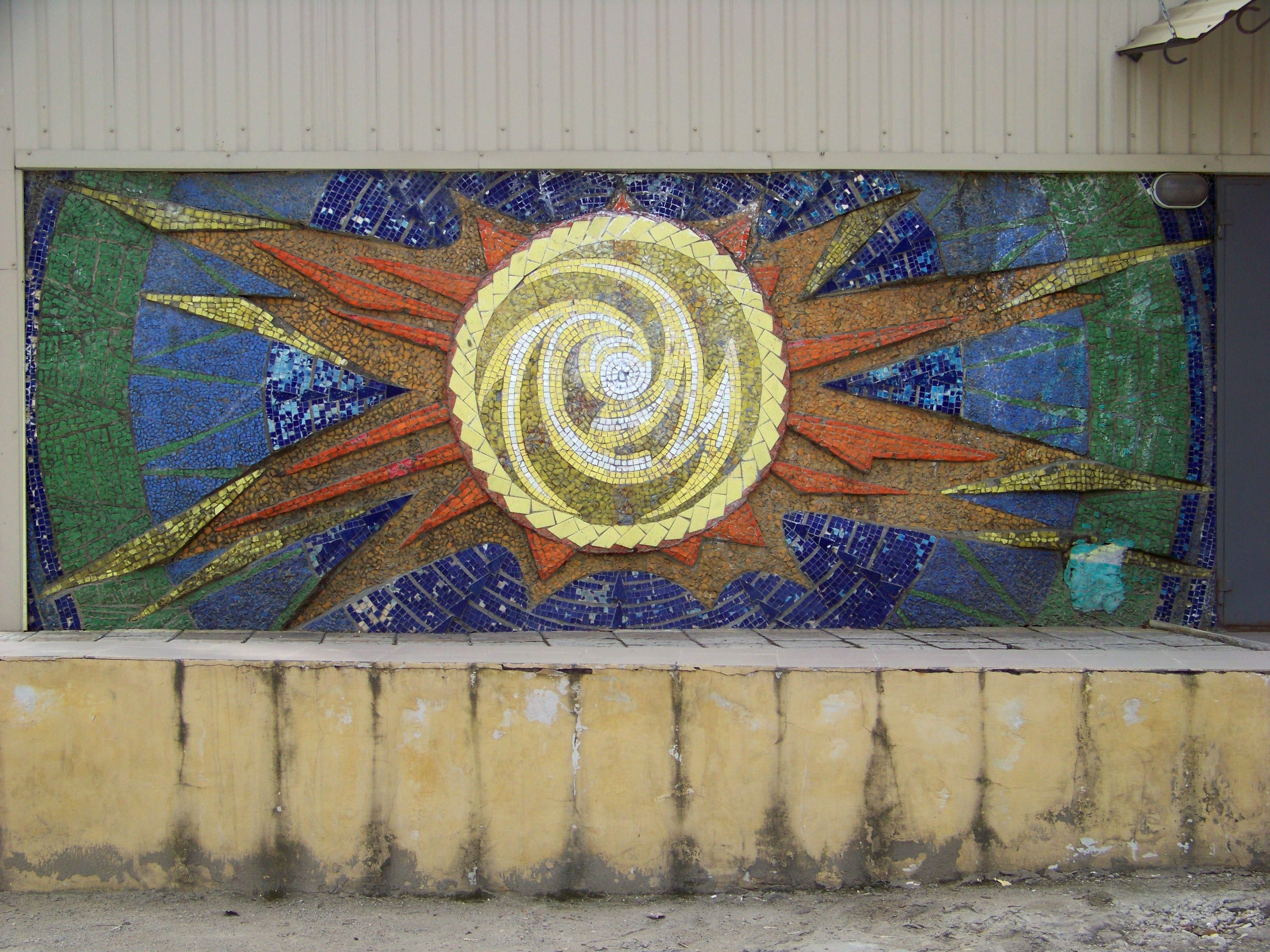
Панно «Сонце».

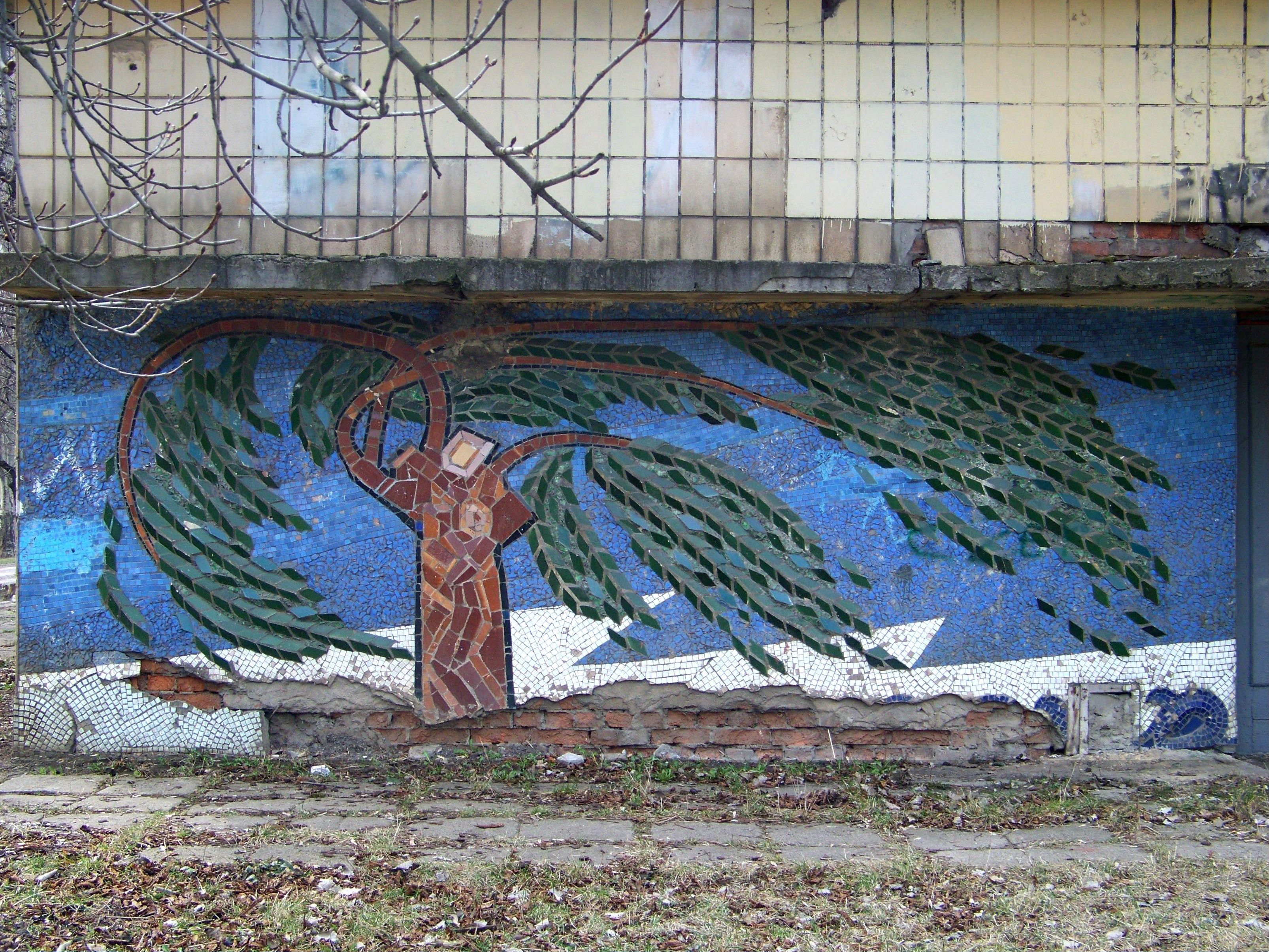
Панно «Повітря» (варіант назви — «Верба».

Автори — А. Горська, Г. Зубченко, Г. Синиця, виконав — Г. Марченко.
Тло панно чорного кольору, що символізує вугільні надра Донбасу. В центрі панно — квітка священного вогню, що є джерелом сили. Пелюстки квітки повторюють рух вогню та диму вогнища. Пелюстки вогняної квітки золотого, білого і червоного кольорів.

### Панно «Земля»
Автори — А. Горська, Г. Зубченко, Г. Синиця, виконали — А. Горська, Н. Світлична.
У центрі панно — соняшник, що символізує сонце. Поряд з ним — колосся. Колосся різні, кожне з них має лише йому притаманну форму. Тло панно чорного кольору, що символізує чернозем. Воно викладене однією керамічною плиткою, однак покладеною під різними кутами і залежно від освітлення має різноманітну кольорову і світлову гру.

### Панно «Життя»
Автори — А. Горська, Г. Зубченко, Г. Синиця, виконала — Г. Зубченко.
Панно «Життя» вирішене в дусі українського народного килиму, на ньому зображено традиційних оленів.

### Панно «Надра»
Автори — А. Горська, Г. Зубченко, Г. Синиця за участі О. Коровая, виконував — О. Коровай.

### Панно «Сонце»
Автори — А. Горська, Г. Зубченко, Г. Синиця за участі О. Коровая, виконував — Г. Синиця.
Більшу частину панно займає зображення сонця, від сонця відходить гаряче проміння. Концентричні кола навколо сонця підкреслюють хвильову природу руху сонячної енергії. Рух та дію сонячної енергії передає колір. Це досягається переходом синіх кольорів у блакитні, бірюзові і зелені. Останні є символом життя.

### Панно «Повітря» («Верба»)
Автори — А. Горська, Г. Зубченко, Г. Синиця за участі І. Кулика, виконував — І. Кулик.

### Панно «Прометеї»
Автори — А. Горська, В. Зарецький, Г. Зубченко, Г. Марченко, Г. Синиця за участі І. Кулика, виконували — автори та В. Парахін.
Панно розміщене на центральному фасаді школи. В центрі мозаїки два велетні — «Прометеї» — шахтар і металург, які тримають у руках добуте з надр землі полум'я, що є символом вугілля і розплавленного металу. Трудівників зображено на тлі яйцеподібного вогняного символу Всесвіту.

## Оцінки
Графік Василь Касіян у 1960-х роках дав таку характеристику мозаїкам: «Одним з найяскривіших досягнень у нашому монументальному мистецтві є мозаїка, яку виконала бригада митців у Донецьку. Ці мозаїки — високохудожні і реалістичні твори. Авторський колектив, створюючи нове, виходить з джерел українського народного мистецтва. Тому мозаїки їхні глибоко національні і сучасні, справді український монументальний живопис».
Художник Василь Перевальський у 2006 році зазначив, що автори мозаїк у пошуках універсального стилю національної монументалістики прагнули поєднати творчий досвід і досягнення світової образотворчості з «магічною силою кольорової гармонії і нестримної формотворчості українського народного живопису, зокрема заново відкритих тоді Марії Примаченко і Ганни Собачко».

## Стан
Мозаїки перебувають загалом у задовільному стані, однак потребують певної реставрації, також певного ремонту потребує школа. Кілька років розглядається питання про реставраційні і ремонтні роботи, однак у бюджеті Донецька постійно не знаходиться грошей на реконструкцію школи № 5 та мозаїк на її стінах. У 2008 році вартість ремонтних робіт оцінювалася у 200 тисяч гривень.